# نظام تشغيل موحد للمحادثات
ديموس هو نظام تشغيل موحد للمحادثات (بالروسية: Диалоговая Единая Мобильная Операционная Система, ДЕМОС)‏ نظام تشغيل محمول تفاعلي موحد ') هو نظام تشغيل شبيه بـ يونكس تم تطويره في الاتحاد السوفيتي. تم اشتقاقه من توزيعة برمجيات بيركلي (BSD).

## تطوير
بدأ تطوير ديموس اختصار لنظام التشغيل الموحد للمحادثات في معهد كورتشاتوف للطاقة الذرية في موسكو في عام 1982، واستمر التطوير بالتعاون من معاهد أخرى، وتم تسويقه من قبل جمعية ديموس التعاونية التي وظفت معظم المساهمين الرئيسيين في ديموس وبرنامجها السابق منوس (نسخة من الإصدار 6 يونكس). تم دمج منوس وديموس الإصدار 1.x تدريجيًا من عام 1986 حتى عام 1990، تاركًا نظام التشغيل المشترك، ديموس الإصدار 2.x ، مع دعم مختلف ترميز أحرف كتابة كريلية (مجموعات الأحرف) (KOI-8 و U-code ، المستخدم في DEMOS 1 و MNOS ، على التوالي).
في البداية تم تطويره من أجل SM-4 (نسخة PDP-11/40) و SM-1600. في وقت لاحق تم نقله إليإليكترونيكا -1082 و BESM واي اس اي ام في ونسخ VAX-11 (SM-1700) والعديد من المنصات الأخرى، بما في ذلك PC / XT والياليكترونيكا-85 (نسخة من حواسيب دي أي سي المتطورة) والعديد من موتريلة 68020 الحواسيب الصغيرة.
توقف تطوير ديموس فعليًا في عام 1991، عندما أخذ المشروع الثاني لفريق ديموس، ريلكوم، الأولوية.
كان الاسم المقترح في الأصل هو يو نو ا اس، والذي كانت عبارة عن كلمة فولابوكيشية. "у них" في الروسية تعني «معهم»، "у нас" ("u nas") تعني «معنا».